# Букашник многолетний
Бука́шник многоле́тний (лат. Jasione laevis) — вид цветковых растений рода Букашник (Jasione) семейства Колокольчиковые (Campanulaceae).

## Ботаническое описание

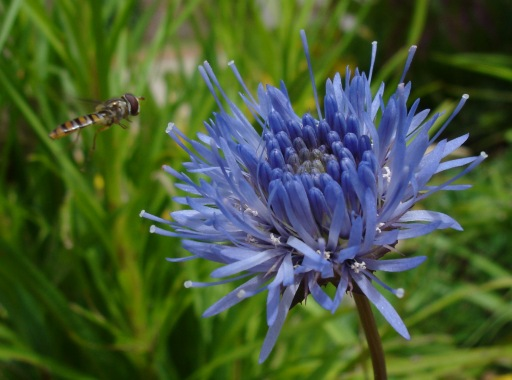
Соцветие

Многолетний травянистый хамефит высотой 25—60 см. Образует столоны, которые, укореняясь, формируют новые розетки (вегетативное размножение). Стебли слабо ветвятся. Листья плоские, цельные или чуть заострённые.
Соцветие — шаровидная головка диаметром 2,5—3 см, состоит из сине-пурпурных цветков. Чашелистики неопушённые.

## Распространение и местообитание
Букашник многолетний родом из Средиземноморья. Растёт на бедных азотом, слабощелочных или умеренно кислых почвах вдоль дорог или на склонах холмов.

## Хозяйственное значение и применение
Букашник многолетний выращивается как декоративное растение для каменистых садов.

## Таксономия
|  |                                      |  |                                                         |                                                         |                           |  | ещё 10 семейств (согласно Системе APG III) | ещё 10 семейств (согласно Системе APG III) |                          |  |  |  | ещё около 15 видов |
|  |                                      |  |                                                         |                                                         |                           |  | ещё 10 семейств (согласно Системе APG III) | ещё 10 семейств (согласно Системе APG III) |                          |  |  |  | ещё около 15 видов |
|  |                                      |  |                                                         | порядок Астроцветные                                    |                           |  |                                            |                                            | род Букашник             |  |  |  |                    |
|  |                                      |  |                                                         | порядок Астроцветные                                    |                           |  |                                            |                                            | род Букашник             |  |  |  |                    |
|  | отдел Цветковые, или Покрытосеменные |  |                                                         |                                                         | семейство Колокольчиковые |  |                                            |                                            | вид Букашник многолетний |  |  |  |                    |
|  | отдел Цветковые, или Покрытосеменные |  |                                                         |                                                         | семейство Колокольчиковые |  |                                            |                                            |                          |  |  |  |                    |
|  |                                      |  | ещё 58 порядков цветковых растений (по Системе APG III) | ещё 58 порядков цветковых растений (по Системе APG III) |                           |  |                                            | ещё более 90 родов                         | ещё более 90 родов       |  |  |  |                    |
|  |                                      |  |                                                         | ещё 58 порядков цветковых растений (по Системе APG III) |                           |  |                                            |                                            | ещё более 90 родов       |  |  |  |                    |

Букашник многолетний подразделяют на 2 подвида:
- Jasione laevis subsp. carpetana (Boiss. & Reut.) Rivas Mart.
- Jasione laevis subsp. laevis[1]